# Eduardo Fernandes de Oliveira
Eduardo Fernandes de Oliveira GCMAI (Viseu, 1882 — Estoril, 1943) foi um médico, agricultor e político português responsável pelo ministério da Agricultura entre 9 de Março de 1918 e 27 de Janeiro de 1919.
A 30 de Janeiro de 1928 foi agraciado com a Grã-Cruz da Ordem Civil do Mérito Agrícola e Industrial Classe Agrícola.